# دولنی ویستونیتسه
دولنی ویستونیتسه (به چکی: Dolní Věstonice) یک منطقهٔ مسکونی در جمهوری چک است که در ناحیه برتسلاو واقع شده‌است. دولنی ویستونیتسه ۳۲۲ نفر جمعیت دارد.